# 빅 벤

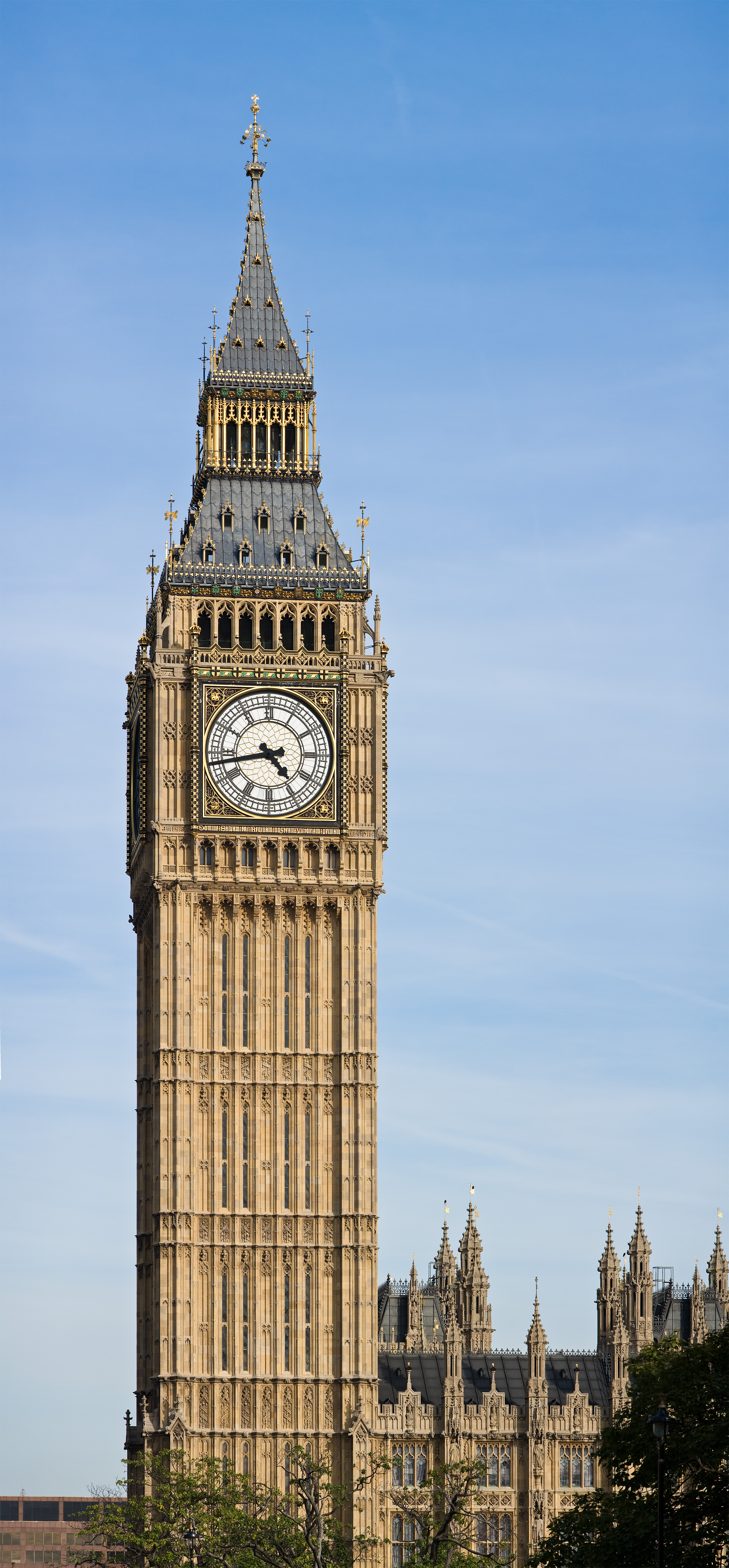
빅 벤 (2006년)

빅 벤(Big Ben)은 영국 런던의 웨스트민스터 궁전 북쪽 흔히 종뿐만 아니라 시계탑 자체도 빅 벤이라고 부른다. 시계탑의 4면에는 세계에서 가장 큰 자명종 시계가 달려 있고, 시계 자체도 독립 세워진 것들 가운데 세 번째로 높은 것이다. 2009년 5월 31일 건립 150주년을 축하하는 행사가 시계탑에서 있었다. 1858년에 세워진 빅 벤은 수많은 작품에서 런던을 상징하는 장소로 등장한 바 있으며, 매일 약 12,000명의 관광객이 찾는 대표적인 명소이기도 하다.
본래 웨스트민스터 궁전 건축 당시 시계탑에 붙여졌던 이름 성 스티븐 타워(St. Stephen Tower), 종에 붙여졌던 이름은 그레이트 벨(Great Bell of Westminster)이었지만 모두 공식 제정된 명칭은 아니었으며 건설 책임자였던 벤저민 홀 경의 거구에서 유래한 단어인 빅을 벤 앞에다가 붙여서 '빅 벤'이라는 이름이 더 많이 통용되면서 이 이름은 잊혀졌고 2012년 엘리자베스 2세 여왕의 즉위 60주년을 기념하여 빅 벤은 '엘리자베스 타워'라는 공식 명칭을 갖게 되었다.
2017년 9월부터 2021년까지 약 4년에 걸친 기간 동안 시계탑의 보수 공사로 인해 종을 울리지 않았다.

## 구조

### 시계탑
1834년 10월 16일 옛 웨스트민스터 궁전이 화재로 소실된 뒤 새로운 의사당의 건축을 책임지게 된 찰스 배리는 시계탑을 설계에 집어넣었다. 찰스 배리는 신고딕주의 양식에 따라 건물들을 설계하였으며, 시계탑의 디자인은 랭커셔의 스카리스블릭 홀과 같은 건축물을 설계하여 고딕 양식의 부흥에 일조한 오거스트 푸긴에게 맡겼다. 푸긴은 디자인을 마친 후 광증으로 십여 년을 고생하며 살다가 사망하였기 때문에, 이 시계탑은 푸긴의 마지막 작품이다. 푸긴은 "내일 배리가 이 아름다운 시계탑의 디자인을 가지러 온다는 말을 듣고, 나는 이 보다 더 바쁜적이 없을 정도로 일했다"고 적었다. 푸긴은 높이 316 피트(96.3 m)의 고딕 양식 탑을 디자인했었다.

### 시계

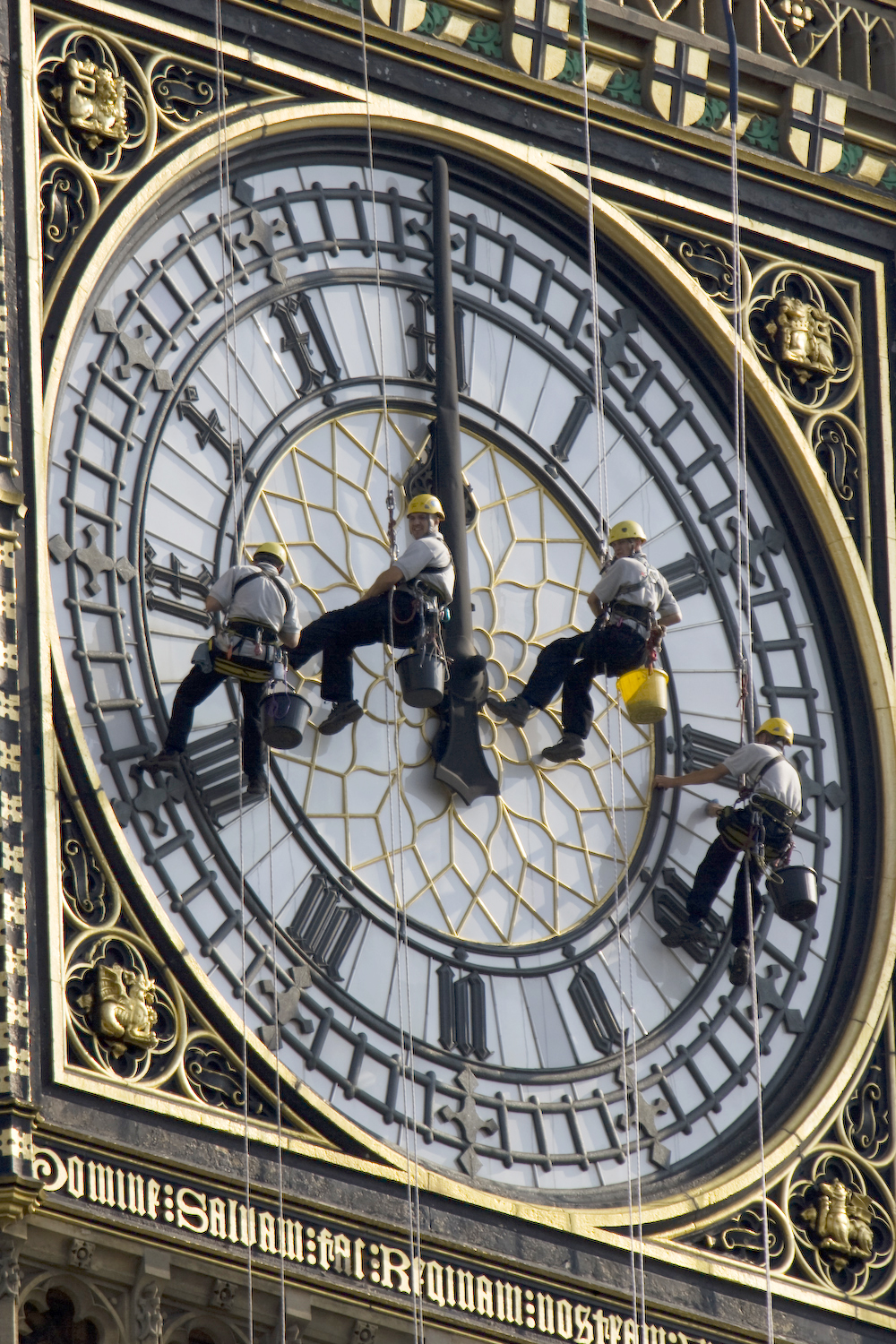
2011년 8월 11일 남쪽 시계를 청소하는 모습

빅 벤의 시계 역시 푸긴이 설계한 것으로, 한 면이 7 m 인 철제 틀과 312 조각의 오팔글라스를 사용하여 스테인드글라스와 같이 장식하였다. 시계의 눈금은 금도금하였고, 테두리에 라틴어로 "오 주여, 우리의 여왕 빅토리아를 보호하소서"(라틴어: DOMINE SALVAM FAC REGINAM NOSTRAM VICTORIAM PRIMAM)라는 글씨를 달았다.

## 보수공사
160여년간 운영되어 왔던 빅 벤이 노후화되면서 여러 문제가 생김에 따라, 2017년부터 2021년까지 약 4년 동안 보수 공사가 진행되었다. 2,900만 파운드(약 480억원)의 예산을 투입해 빅 벤 지붕의 부식을 막고, 석조 구조물의 누수도 봉쇄하며 내부에 엘리베이터를 설치하는 등의 작업이 이루어졌다. 이때 4면에 부착된 시계도 임시 분해를 거쳐 청소와 보수 작업이 진행되었다. 영국 의회 측은 시계탑 수리 작업자들의 안전을 위해 2017년 8월 27일 자정을 마지막으로 2021년까지 빅 벤은 종을 치지 않을 것이라고 밝혔다.

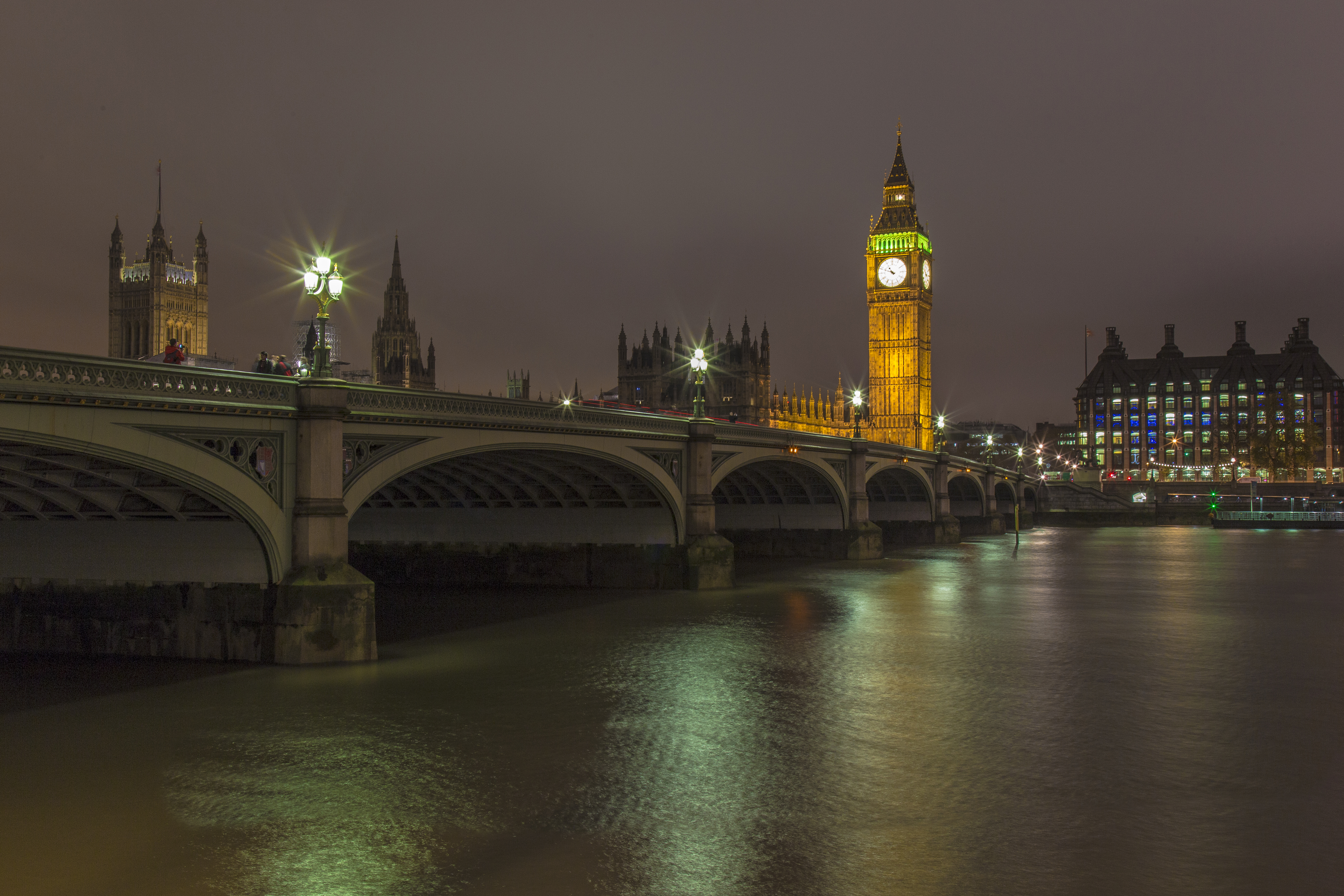
템스강에서 바라본 빅 벤의 야경

## 같이 보기
- 웨스트민스터 궁전
- 런던의 관광